# Арнесс, Джеймс
Джеймс Арнесс (англ. James Arness; 26 мая 1923 — 3 июня 2011) — американский актёр и продюсер, которого часто называют одним из самых известных актеров на телевидении в 1950—1970-х годах. В 1996 журнал TV Guide поместил его на двадцатое место в списке «Пятидесяти величайших телезвёзд всех времен».
Арнесс наиболее известен по своей роли маршала Мэтта Диллона, главного героя длительного телесериала-вестерна «Дымок из ствола». Он снимался в шоу на протяжении всего периода его трансляции, с 1955 по 1975 год, а в конце восьмидесятых-начале девяностых повторил свою роль в четырёх сделанных для телевидения фильмах. Сериал занимал место самой популярной программы на телевидении с 1957 по 1961 год, а Арнесс тем временем за свою роль трижды номинировался на премию «Эмми» за лучшую мужскую роль в драматическом телесериале, однако никогда не выигрывал награду.
Родившийся в Миннеаполисе, Арнесс, прежде чем начать актёрскую карьеру принимал участие во Второй мировой войне. Он начал свою карьеру в качестве диктора на радио в Миннеаполисе в 1945 году, а в 1947 году автостопом переехал в Голливуд, где дебютировал с роли второго плана брата героини Лоретты Янг в кинофильме «Дочь фермера». Хотя Арнесс в первую очередь ассоциируется с классическими ролями героев вестернов, в начале пятидесятых он достиг успеха благодаря участию в фантастических фильмах «Нечто из иного мира» и «Они!». В общей сложности он снялся в более тридцати кинофильмах в период между 1947—1956 годами, прежде чем достиг национальной славы благодаря работе на телевидении. В 1960 году он получил собственную звезду на Голливудской «Аллее славы» за вклад в телевидение.
Джеймс Арнесс умер естественной смертью 3 июня 2011 года в своем доме в Лос-Анджелесе. Он был женат дважды и имел четверых детей. Его первая жена умерла от передозировки наркотиков, также как и его дочь, покончившая жизнь самоубийством, приняв смертельную дозу, в 1975 году. Он похоронен в городе Глендейл, штат Калифорния.